# ملعب القطن
ملعب القطن  (بالإنجليزية: Cotton Bowl (stadium))‏ هو ملعب كرة قدم يقع بمدينة دالاس، تكساس في الولايات المتحدة الأمريكية، و يصل طاقة الملعب الاستيعابية إلى 92,100 ألف متفرج.
استضاف الملعب العديد من المنافسات منها كأس العالم لكرة القدم 1994.